# Trax (Spiel)
Trax ist ein Strategiespiel, das 1980 von David Smith in Neuseeland erfunden wurde und 1981 auch auf den deutschen Spielemarkt kam. Das Spiel besteht aus 64 quadratischen Plättchen, auf denen je eine weiße und rote Linie eingeprägt ist. Das (scheinbar) einfache Ziel ist es, die Spielteile so abzulegen, dass aus allen Plättchen eine geschlossene Linie in einer der Farben entsteht.
Das Spiel wird heute von der Firma Tantrix vertrieben.

## Preise und Auszeichnungen
- 1982 wurde Trax vom Omni-Magazin unter die Top 10 Game of the Year gewählt.
- Von 1983 bis 1986 war es stets unter den Top Games 100
- 1987 erhielt es den Gold Seal Award vom Parents' Choice Magazine's[3]